# Victoria Olivier
Victoria Olivier (* 18. Mai 2004) ist eine österreichische Skirennläuferin. Sie startet als Allrounderin in allen Disziplinen.

## Karriere
Olivier stammt aus Au im Bregenzerwald und startet für den dortigen Wintersportverein. Sie ist Absolventin des Skigymnasium Stams. Ihr internationales Renndebüt feierte sie am 9. November 2020 beim FIS Riesenslalom in Solda. Nur einen Monat später startete sie das erste Mal im Europacup, konnte sich beim Riesenslalom von Hippach jedoch nicht für den zweiten Durchgang qualifizieren.
Ihr erstes internationales Großereignis bestritt Olivier im Februar 2022 beim Europäischen Olympischen Winter-Jugendfestival im finnischen Vuokatti. Dort gewann sie die Goldmedaille im Parallelslalom und im Mannschaftswettbewerb sowie die Bronzemedaille im Slalom. Damit war Olivier die erfolgreichste alpine Athletin dieser Wettkämpfe. Nur einen Monat später trat sie erstmals bei einer Juniorenweltmeisterschaft an. Bei den Wettkämpfen im kanadischen Panorama gewann sie die Silbermedaille mit der Mannschaft sowie Bronze im Super-G.
Im Oktober 2022 kam Olivier beim Training im Pitztal zu Sturz und zog sich dabei einen Kreuzbandriss sowie eine Knochenprellung zu, womit sie für den gesamten Verlauf der Saison 2022/23 ausfiel.
Bei den Juniorenweltmeisterschaften 2024 im Département Haute-Savoie wurde Olivier überraschend Weltmeisterin in der Abfahrt. Als amtierende Juniorenweltmeisterin durfte sie daraufhin beim Weltcupfinale in Saalbach-Hinterglemm am 23. März ihr Weltcupdebüt geben, wobei sie jedoch ausschied. Zu Saisonabschluss gewann sie mit Bronze im Slalom ihre erste Medaille bei österreichischen Meisterschaften.
Am 7. Dezember 2024 gewann Olivier ihr erstes Europacuprennen. Ihre ersten Weltcuppunkte gewann sie am 4. Januar 2025 beim Riesenslalom von Kranjska Gora mit Rang 29.
Bei den Juniorenweltmeisterschaften 2025 konnte Olivier nicht ganz an die Erfolge des Vorjahres anknüpfen. So verpasste sie als Vierte im Riesenslalom bzw. Fünfte in der Abfahrt jeweils nur knapp eine Medaille.

## Privates
Ihr Vater Heinrich ist gebürtiger Südafrikaner.
Victoria Olivier ist die Schwester des Fußballspielers Christopher Olivier.

## Erfolge

### Weltcup
- Eine Platzierung unter den besten 30

### Juniorenweltmeisterschaften
- Panorama 2022: 2. Mannschaft, 3. Super-G, 8. Abfahrt, 12. Alpine Kombination, 13. Riesenslalom, 21. Slalom
- Haute-Savoie 2024: 1. Abfahrt, 17. Riesenslalom, DNF Super-G, DNF Slalom, DNF Team-Kombination
- Tarvis 2025: 4. Riesenslalom, 5. Abfahrt, 9. Super-G, 9. Team-Kombination

### Europacup
- Saison 2023/24: 11. Riesenslalomwertung
- 2 Podestplätze, davon 1 Sieg:

| Datum            | Ort       | Land       | Disziplin    |
| ---------------- | --------- | ---------- | ------------ |
| 7. Dezember 2024 | Mayrhofen | Österreich | Riesenslalom |

### Europäisches Olympisches Jugendfestival
- Vuokatti 2021: 1. Parallelslalom, 1. Mannschaft, 3. Slalom

### Weitere Erfolge
- Bronze bei den österreichischen Meisterschaften im Slalom 2024
- 3 Siege bei FIS-Rennen